# Maesa japonica
Espèce
Maesa japonica est une espèce de plante à fleur de la famille des Primulaceae.

## Description
Maesa japonica est un arbustes dressé, parfois décombants ou scandé de 1-3 m de haut. Les branches sont térébrées, avec apex glandulaire granuleux, début glabrescent ; la moelle est solide. Les pétiole sont canaliculés, de 5-13 mm ; les limbes sont elliptiques, lancéolés à obovés, de 5-16 × 2-5 cm, coriaces, discrètement ponctués de pellucides, à base cunéiforme ou obtuse à arrondie, lisses adaxialement, les marge sont entières vers la base et subentières à dentelée distalement avec des dents mucronées, des apex acuminés à aigus ou obtus ; les nervures latérales sont 5-8 de chaque côté de la nervure médiane. 

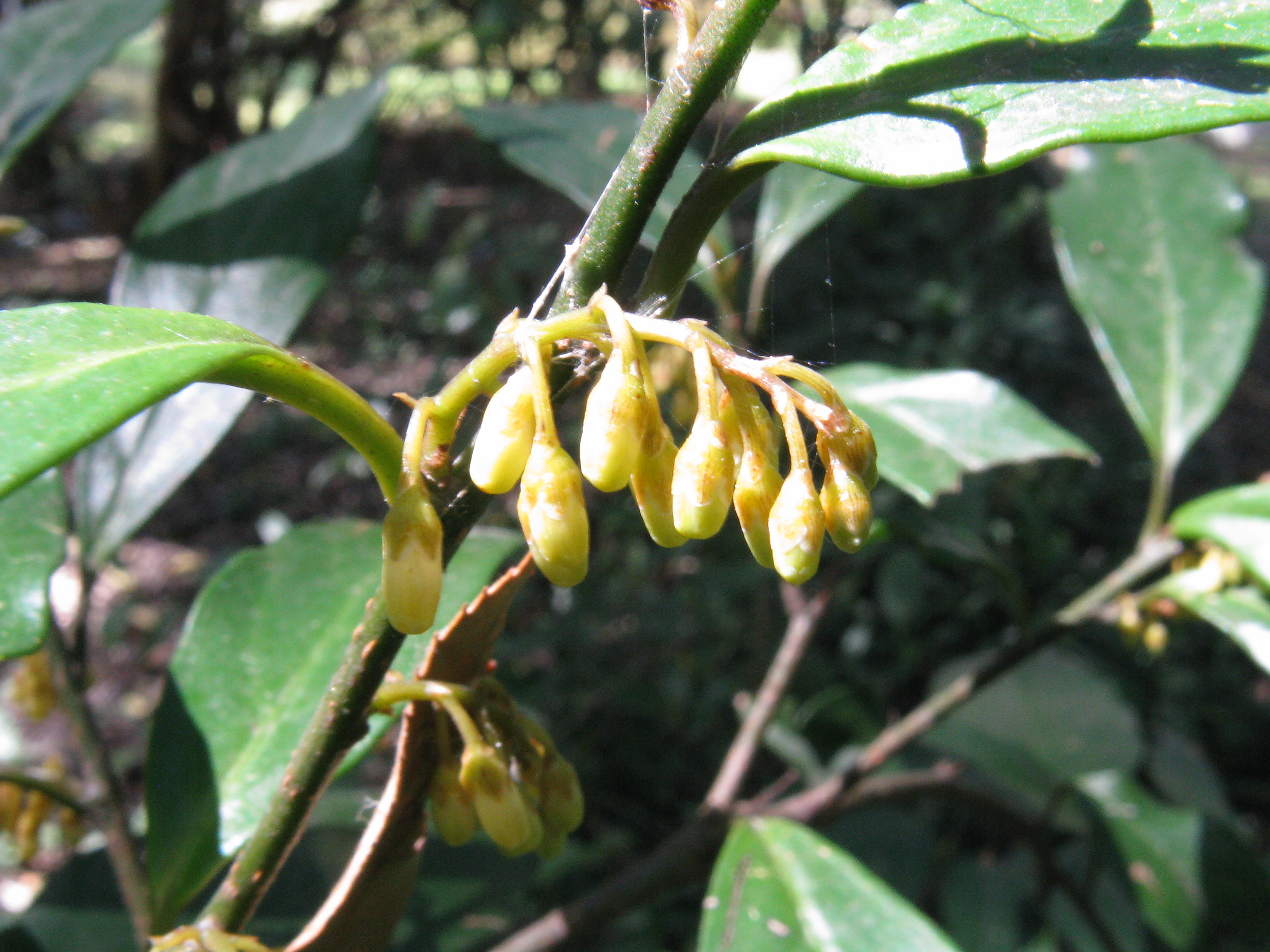
Inflorescence

Les inflorescences sont axillaires, racémiques ou paniculées 1-3 cm, glabres ; les bractéoles largement ovales ou réniformes, jusqu'à 1 m, ponctuées de lignes sombres, ciliées, entourant le pédicelle. Les fleurs sont blanches de 3,5-5 mm. Les pédicelles de 2,5-3,5 mm, granuleux glandulaires, glabrescents. Le calice mesure environ 2 mm; les lobes d'environ 1 mm sont ovales à orbiculaires, ponctués, les marges entières, ciliées, apex obtus ou arrondi. Les corolle sont blanches, tubulaires-campanulées ; les tubes font 3-4 mm, ponctués de façon proéminente ; les lobes réniformes ou ovales, avec apex arrondi ou obtus. Les étamines sont incluses ; les anthères ovales, aussi longues que les filaments, glandulaires sur le dos. Les pistils sont inclus. Les styles minces, persistants, coniques à la base dans les fruits ; les stigmates sonts lobé. Les fruits sont globuleux ou ovoïdes, 4-5 mm de diamètre, charnus, ponctués de lignes. La floraison s'étend de janvier à mars. Les fructifications d'octobre à mai.

## Répartition et habitat
Maesa japonica se développe dans les forêts mixtes, sur les coteaux, les montagnes calcaires entre 300-2 000 m d'altitude. Il est présent en Chine dans l'Anhui, le Fujian, le Guangdong, le Guangxi, le Guizhou, le Hubei, le Hunan, le Jiangxi, le Sichuan, à Taïwan, dans le Yunnan, le Zhejiang et au Japon, et au Nord Vietnam.

## Systématique
Le nom correct complet (avec auteur) de ce taxon est Maesa japonica (Thunb.) Moritzi ex Zoll..
L'espèce a été initialement classée dans le genre Doraena sous le basionyme Doraena japonica Thunb..
Maesa japonica a pour synonymes :
- Baeobotrys japonica (Thunb.) Zipp.
- Baeobotrys japonica (Thunb.) Zipp. ex Scheff.
- Doraena japonica Thunb.
- Maesa cavaleriei H.Lév.
- Maesa coriacea subsp. gracilis Benth.
- Maesa coriacea var. gracilis Benth.
- Maesa coriacea Champ.
- Maesa coriacea Champ. ex Benth.
- Maesa doraena Blume
- Maesa doraena Blume ex Siebold & Zucc.
- Maesa dunniana H.Lév.
- Maesa esquirolii H.Lév.
- Maesa gracilis Benth.
- Maesa japonica f. gracilis Nakai
- Maesa japonica subsp. gracilis Nakai
- Maesa japonica (Thunb.) Moritzi
- Maesa labordei H.Lév.
- Maesa randaiensis Hayata
- Maesa taiheizanensis Sasaki
- Maesa taiheizensis Sasaki
- Myrsine esquirolii H.Lév.
- Pieris oligodonta H.Lév.
- Vaccinium oligodontum Lévl.